# Dimos Chalkidona
Dimos Chalkidona (Chalkidona) är en kommun i Grekland.   Den ligger i prefekturen Nomós Thessaloníkis och regionen Mellersta Makedonien, i den norra delen av landet, 300 km norr om huvudstaden Aten. Antalet invånare är 34 299. Arean är 390 kvadratkilometer.
Terrängen i Dimos Chalkidona är platt åt sydväst, men åt nordost är den kuperad.